# محمود علامیر
محمود علامیر معروف به احتشام‌السلطنه از خانوادهٔ قاجار دولّو در ۶ شعبان سال ۱۲۷۹ه‍.ق (۱۲۴۱ ه‍.ش) در تهران به دنیا آمد. پدرش محمدرحیم خان علاءالدوله در زمان ناصرالدین‌شاه وزیر دربار اعظم و سپس حاکم آذربایجان شد و مادرش سلطان‌خانم دختر ملک ایرج میرزا پسر فتحعلی‌شاه قاجار بود. پس از تشکیل اولین دورهٔ مجلس شورای ملی ایران، وی دومین رئیس مجلس بود.
وی در سال ۱۳۱۴ ه‍.خ در سن ۷۳ سالگی درگذشت. حاصل سه بار ازدواج او پنج پسر و چهار دختر بود.آخرين نوادگان وي  منير حسين و ثريا در چند سال اخير فوت كردند و بازماندگان وي نديده ها هستند.
بنیامین احتشامی که در زمینه تجارت پتروشیمی فعال است و مدیرعامل شرکت پتروشیمی پترونیان می باشد تنها ندیده ی ایشان می باشند که در حال حاضر در شمیرانات سکونت دارد.

## مشاغل دولتی

از راست: احتشام‌السلطنه علامیر (حاکم زنجان)، مشیرالممالک وزیری زنجانی، میرزا ابوالفضائل امام جمعه

پس از اتمام تحصیل در مدرسهٔ دارالفنون، در سال ۱۲۹۷ ه‍.ق به استخدام دولت و به سمت یوزباشی کشیکخانهٔ همایونی انتخاب شد. یک سال بعد به مأموریت تبریز نزد پدرش فرستاده شد پس از فوت پدرش در سال ۱۲۹۹ ه‍.ق به تهران مراجعت نمود و به سمت قوللرآقاسی‌باشی (معاون کشیک خانه) گماشته شد.
در زمانی که (بین ۱۲۶۷ تا ۱۲۷۲ هجری خورشیدی) به عنوان حاکم خمسه (زنجان) خدمت می‌کرد، امین‌السلطان با پیشکش هفتصد سکهٔ اشرفی به ناصرالدین‌شاه لقب احتشام‌السلطنه را برای وی گرفت.
در ۱۲۷۴ خورشیدی به سمت سرکنسول ایران در عراق تعیین شد و تا دو سال در آن جا باقی ماند. احتشام‌السلطنه در ۵ خرداد ۱۲۷۴ به عنوان فرستادهٔ ویژهٔ ایران در مراسم تاجگذاری تزار نیکلای دوم شرکت کرد.
از ۱۲۸۰ تا ۱۲۸۵ هجری خورشیدی به عنوان وزیر مختار ایران در آلمان خدمت نمود. همچنین معاونت وزارت خارجه را عهده‌دار بود. سپس حکمران کردستان گردید.
بازگشت وی به تهران همزمان با خیزش مردم در جنبش مشروطه بود که علاقه و شرکت وی در جلسات مخالفان دربار، باعث تبعید او به نقاط مرزی گردید.
پس از استعفای مرتضی‌قلی صنیع‌الدوله، در ۱۸ شهریور ۱۲۸۶ به ریاست مجلس انتخاب شد. در ۲۶ صفر ۱۳۲۶ (نهم فروردین ۱۲۸۷) از ریاست و نمایندگی مجلس استعفا داد. در انتخابات دور سوم مجلس از تهران انتخاب شد اما از خارج از کشور تلگراف زد که نمی‌تواند نمایندگی را بپذیرد و استعفا داد.
از مشاغل دیگر وی می‌توان از سفیر کبیری در استانبول و وزارت کشور در دورهٔ رضاشاه پهلوی نام برد.

## تالیفات
احتشام‌السلطنه تالیفات متعددی از خود باقی گذاشته است. یادداشت‌های او شامل پنج مجلد است که از آن میان کتاب «خاطرات احتشام‌السلطنه» به کوشش سید محمدمهدی موسوی به چاپ رسیده است. سایر آثار از جمله کتابی درباره‌ی تاریخچه خاندان خود و زندگی‌نامه برادرانش، یادداشت‌های روزانه‌ی او، «تاریخ گافارل» و ... در تملک محمدمهدی موسوی بود که هنوز به چاپ نرسیده است.